# O seară de petrecere
O seară de petrecere (titlul original: în germană Ein Polterabend) este un film de comedie est-german, realizat în 1955 în studiourile DEFA de regizorul Curt Bois, după farsa omonimă a scriitorului Werner Bernhardy, care a contribuit și la scenariul. Protagoniștii filmului sunt actorii Rolf Moebius, Hella Ferstl, Ellinor Vogel și Willy A. Kleinau. Rolf Moebius îl interpretează pe publicistul și satiricul Adolf Glasbrenner în rolul principal.

## Rezumat
Eroul filmului este Adolf Glasbrenner, publicist și satiric în Berlinul de la mijlocul secolului al XIX-lea. S-a îndrăgostit de actrița Adele Peroni. Glasbrenner, cunoscut și sub numele de „Brennglas”, este un spin în ochii celor de la putere, datorită limbii și a penei sale ascuțite, ceea ce îi pune logodnica în necazuri. Pentru Glasbrenner care are minte democratică, implicarea ei la Teatrul Regal și căsătoria lui cu ea sunt incompatibile. El vrea să-i perturbe spectacolul cu o „petrecere de burlaci”. Pe de altă parte, reacția amenință cu arestarea lui Glasbrenner dacă Adele nu semnează contractul. Așa că ea semnează și acceptă o petrecere copioasă la teatru.

## Distribuție
- Rolf Moebius – Adolf Glasbrenner (numit Brennglas)
- Hella Ferstl – Adele Peroni
- Ellinor Vogel – actrița Eleonore Dusche
- Willy A. Kleinau – Guckkastenmann
- Karl Weber – A. Ph. Reclam
- Eva Brumby – Rieke
- Johannes Maus – Pulecke
- Paul Heidemann – Presskopp
- Herbert Köfer – meistrul de călărie von Blötzow
- Maximilian Larsen – Friedrich Wilhelm al IV-lea
- Charlotte Brummerhoff – baroneasa von Dunklage
- Paul Scholz – Baron
- Werner Peters – vicecaporalul Pippich
- Gerhard Bienert – pensionarul Buffey
- Barbara Brecht-Schall – menajera Guste
- Harry Gillmann – servitorul casei Friedrich
- Gerhard Wollner – biciclistul
- Leo Sloma – rechiziționer
- Josef-Peter Burgwinkel – intendantul
- Reinhold Pasch – bătrânul mim Weichenhahn
- Martin Rosen – Proppen
- Trude Lehmann – dna. Proppen
- Marianne Wünscher – fiica Proppen
- Aribert Grimmer – mașinistul
- Teddy Wulff – fochistul
- Charles Hans Vogt – bărbatul cu barbă
- Kurt Sperling – jandarmul gras
- Otto Zedler – primul filistin
- Willi Endtresser – al doilea filistin
- Otto Sommer – al treilea filistin
- Deli Buchinski – dama cochetă

## Lansare
Filmul O seară de petrecere a avut premiera în RDG pe data de 19 august 1955.
În România premiera filmului a avut loc la data de 10 ianuarie 1956 la cinematografele „Magheru” și „Central” din capitală.